# Life’s on the Line
Life's on the Line – utwór amerykańskiego rapera 50 Centa. Piosenka zawiera dissy na rapera Ja Rule i jego wytwórnię Murder Inc. Mimo iż utwór nie został wydany jako singiel, to był notowany na listach, oraz powstał do niego teledysk.
Your Life's on the Line pojawia się również na albumach: Get Rich or Die Tryin’ i Guess Who's Back?.

## Notowania
| Notowanie (2000)               | Najwyższa pozycja |
| ------------------------------ | ----------------- |
| U.S. Billboard Hot Rap Singles | 37                |